# دانيال دانتاس
دانيال دانتاس (بالبرتغالية: Daniel Dantas‏) هو ممثل برازيلي، ولد في 28 يونيو 1954 بريو دي جانيرو في البرازيل.

## وصلات خارجية
- دانيال دانتاس على موقع IMDb (الإنجليزية)
- دانيال دانتاس على موقع قاعدة بيانات الفيلم (الإنجليزية)